# Långnäbbad solfågel
Långnäbbad solfågel (Cinnyris lotenius) är en fågel i familjen solfåglar inom ordningen tättingar. Den förekommer i södra Indien och Sri Lanka.

## Utseende och läte
Långnäbbad solfågel är en 13 cm lång medlem av familjen med en karakteristisk lång och kraftigt böjd näbb. Hanen är mycket mörkt purpurglänsande ovan med sotbrun buk och gula tofsar vid skuldrorna. Honan är olivgrön ovan utan den mörka ögonmasken och ögonbrynsstrecket hos liknande hona purpursolfågel. Lätet är ett hårt "chit chit" som saknar purpursolfågelns elektriska ton.

## Utbredning och systematik
Långnäbbad solfågel delas upp i två underarter med följande utbredning:
- Cinnyris lotenius hindustanicus – södra Indiska halvön (norrut till Mumbai och Andhra Pradesh)
- Cinnyris lotenius lotenius – Sri Lanka

## Levnadssätt
Långnäbbad solfågel är lokalt vanlig i både skog och jordbruksbygd. Den hittas också i stadsnära trädgårdar och är i vissa områden, som i Chennai, den vanligaste solfågeln. Liksom andra solfåglar lever den av nektar, men ryttlar till skillnad från purpursolfågeln likt en kolibri vid blommor. Den intar även små insekter och spindlar. 

### Häckning
Långnäbbad solfågel häckar mellan november och mars i Indien, i Sri Lanka mellan februari och maj. Honan bygger boet, ibland med hjälp av hanen, bestående av bland annat spindelväv och bark som hängs i ett träd, ofta i bon av sociala spindlar (Eresidae). Däri lägger honan två ägg och ruvar dem ensam, i cirka 15 dagar. Båda könen hjälps dock åt med att mata ungarna.

## Status och hot
Arten har ett stort utbredningsområde och en stor population med stabil utveckling och tros inte vara utsatt för något substantiellt hot. Utifrån dessa kriterier kategoriserar internationella naturvårdsunionen IUCN arten som livskraftig (LC). Världspopulationen har inte uppskattats men den beskrivs som generellt vanlig.

## Namn
Fågelns vetenskapliga artnamn hedrar Johan Gideon Loten (även känd som Joan eller John Gidlon Loten, 1710-1789), naturforskare och holländsk guvernör på Ceylon 1752-1757.